# Иванови-Иванови
Иванови-Иванови (рус. Ивановы-Ивановы) руска је телевизијска серија емитована од 16. октобра 2017 године на мрежи СТС. Серија је добила високе рејтинге.

## Синопсис
Серија прича о две Вороњешке породице: богати Иванови и сиромашни Иванови. Обе породице сазнају да су се њихова деца некоћ случајно мешала у болници (испоставило се 16 година након инцидента). Одрасли се одлучују вратити историјску правду тако што децу враћају назад: сада је Вања приморан да научи да преживљава у кући својих сиромашних биолошких родитеља, а Данила се мора упознати са правилима понашања у секуларном друштву. Међутим, ускоро гори кућа сиромашних Иванова (Вања је случајно бацила свећу), и они се подмире под једним кровом са богатим Ивановцима. Заједнички живот две породице није лак, али они успевају да направе компромис.

## Ликови

### Богати Иванови
- Алексеј Лукин — Иван, биолошки син Алексеја и Лидије, син Антона и Полине
- Сергеј Бурунов — Антон Павлович, власник салона аутомобила и један од најуспешнијих бизнисмена Вороњешке области
- Александра Флорински — Полина Сергејевна, припадник отменог друштва
- Станислав Дужников — Борис Павлович Иванов (од 5. сезоне), брат Антона Иванова, фармер
- Светлана Колпакова — Нина Анатољевна Милованова (затим Иванова) (од 5. сезоне), сусед Бориса Иванова, од 6. сезоне његова жена
- Јулија Сорокина — Василиса Павловна Милованова (од 5. сезоне), ћерка Нине, од 112. серије девојка Ивана

### Сиромашни Иванови
- Семјон Трескунов — Данила, биолошки син Антона и Полине, син Алексеја и Лидије
- Михаил Трухин — Алексеј Викторович, незапослен
- Анна Уколова — Лидиа Семеновна, кројачица
- Јуриј Ицков — Виктор Алексејевич, Алексејев отац, деда Данила и Иван, пензионер

### Други
- Елена Муравјова — Катарина, домаћица код богатих Иванова
- Грант Тохатјан — Хамлет Огањан, Антонов пријатељ, власник супермаркета
- Викторија Маслова — Милана Огањан, Хамлетова супруга
- Василина Јусковец — Ариел Огањан, кћерка Хамлета и Милана; школска другарица Ивана и Данила
- Кристина Каширина — Јана Климова, школска другарица Ивана и Данила

## Награде
- Анна Уколова добила је награду ТЕФИ-2018 у номинацији "Најбоља глумица телевизијског филма / серије" за улогу Лиде Иванове[3].
- 2023. године серија је добила награду ТЕФИ у номинацији "Најбоља комедија серија"[4].